# Бонин, Александр Романович
Александр Романович Бонин — советский хозяйственный, государственный и политический деятель. Беспартийный.

## Биография
Родился в 1901 году в Шлиссельбурге. Член КПСС.
С 1916 года — на хозяйственной, общественной и политической работе. В 1916—1976 гг. — чернорабочий, мастер, студент Ленинградского технологического института, инженер-авиаконструктор, руководитель авиагруппы в Особом техническом бюро РККА, репрессирован в 1937—1941 гг., работник ЦКБ-29 НКВД, начальник бригады гидравлики, создатель первых бустеров, начальник отделения прочности, заместитель генерального конструктора, научный консультант ОКБ А. Н. Туполева.
За работу в области самолётостроения был в составе коллектива удостоен Сталинской премии 1-й степени в области машиностроения 1952 года.
Лауреат Ленинской и Государственной премий СССР.
Заслуженный деятель науки и техники РСФСР.
Умер в 1992 году.